# جابریه (مراکش)
جابریه (به فرانسوی: Jabria) یک شهرک در مراکش است که در استان سیدی بنور واقع شده‌است. جابریه ۱۷٬۶۵۴ نفر جمعیت دارد.